# Fédération du Pakistan de football
La Fédération du Pakistan de football (Pakistan Football Federation (en) PFF) est une association regroupant les clubs de football du Pakistan et organisant les compétitions nationales et les matchs internationaux de la sélection du Pakistan.
La fédération nationale du Pakistan est fondée en 1948. Elle est affiliée à la FIFA depuis 1948 et est membre de l'AFC depuis 1954.